# Enlil
Enlil (Sumero: 𒀭𒂗𒆤 dEN.LÍL, "Signore delle tempeste") era l'antico dio mesopotamico del vento, dell'aria, del tempo meteorologico e delle tempeste. Viene per la prima volta attestato come la principale divinità del pantheon sumero, ma in seguito fu adorato dagli Accadi, dai Babilonesi, dagli Assiri e dagli Hurriti.
Il principale centro di culto di Enlil era il tempio Ekur nella città di Nippur, che si credeva fosse stato costruito da Enlil stesso ed era considerato la "cima di ormeggio" del cielo e della terra. Si credeva che lui stesso fosse così santo che nemmeno gli altri dèi potessero guardarlo. Enlil si impose come dio supremo durante il XXIV secolo a.C. con l'ascesa di Nippur. Il suo culto cadde in declino dopo che Nippur fu saccheggiata dagli Elamiti nel 1230 a.C. e fu infine soppiantato come dio principale del pantheon mesopotamico dal dio nazionale babilonese Marduk.

## Etimologia
Il nome di Enlil deriva dal sumero EN, «Signore», e LÍL, «tempesta», «vento». Il suo nome quindi si traduce letteralmente come "Signore della Tempesta". Il nome di Enlil non è una costruzione genitiva, che indica che Enlil era visto come la personificazione della tempesta stessa piuttosto che semplicemente la causa delle tempeste. Si potrebbe quindi tradurre Enlil come "Signor tempesta".

## Culto

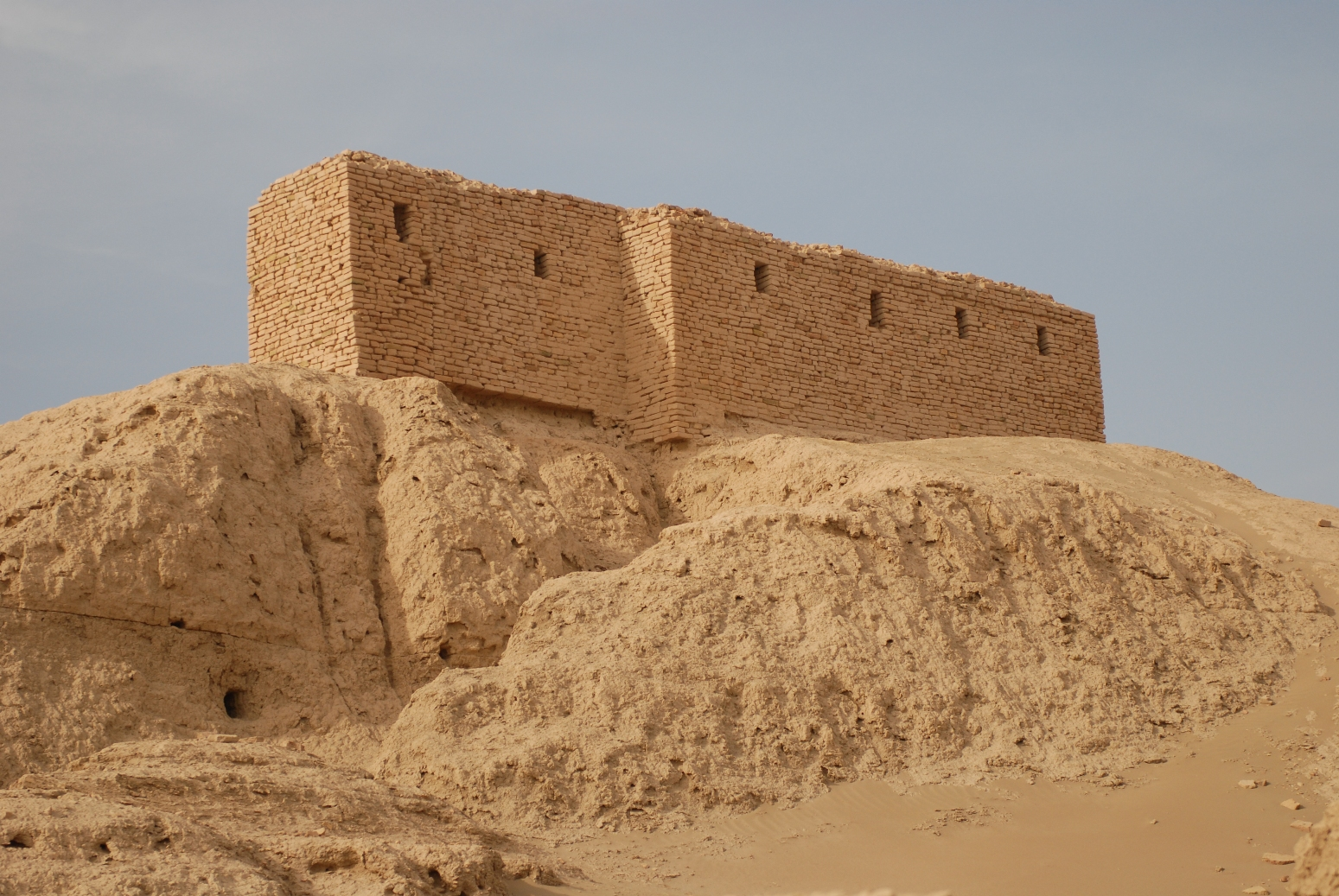
Il tempio dell'Ekur a Nippur

Enlil era il dio protettore della città-stato sumera di Nippur e il suo principale centro di culto era il tempio Ekur situato lì. Il nome del tempio significa letteralmente "casa di montagna" nell'antico sumero. Si credeva che l'Ekur fosse stato costruito e fondato da Enlil stesso. Si credeva che fosse la "cima di ormeggio" di cielo e terra, il che significava che era visto come "un canale di comunicazione tra terra e cielo". Un inno scritto durante il regno di Ur-Nammu, il fondatore della terza dinastia di Ur, descrive l'E-kur in grande dettaglio, affermando che le sue porte sono state scolpite con scene di Imdugud, una divinità minore a volte mostrata come un uccello gigante, nell'atto di uccidere un leone e un'aquila che afferra un peccatore.
I Sumeri credevano che il solo scopo dell'esistenza dell'umanità fosse il servire gli dei. Pensavano che la statua di un dio fosse un'incarnazione fisica del dio stesso.  Come tale, le statue di culto sono state sottoposte a cure e attenzioni costanti e un gruppo di sacerdoti è stato loro assegnato per occuparsi di loro. La gente adorava Enlil offrendo cibo e altre necessità umane a lui. Il cibo, che era ritualmente disposto davanti alla statua del culto divino sotto forma di festa, era ritenuto il pasto quotidiano di Enlil, ma, dopo il rituale, sarebbe stato distribuito tra i suoi sacerdoti . Questi sacerdoti erano anche responsabili della modifica degli abiti della statua di culto.

Piano terra del tempio dell'Ekur a Nippur

I Sumeri immaginavano Enlil come una divinità benevola e paterna, che veglia sull'umanità e si prende cura del loro benessere. Era considerato così glorioso che perfino gli altri dèi non potevano guardarlo. Si pensava che, senza Enlil, la civiltà non potesse esistere. Gli epiteti di Enlil includono titoli come "La grande montagna" e "Il re delle terre straniere". Anche Enlil è descritto come una "tempesta furiosa", un "toro selvaggio" e un "mercante". I mesopotamici lo immaginavano un creatore, un padre, un re e il signore supremo dell'universo. Era anche conosciuto come "Nunamnir" e viene indicato in almeno un testo come "Vento orientale e Vento del Nord".
I re consideravano Enlil come un sovrano modello e cercavano di emulare il suo esempio. Si diceva che Enlil fosse supremo e intollerante al male. I governanti di tutto il Sumer si sarebbero recati nel tempio di Enlil a Nippur per essere legittimati. Restituirebbero il favore di Enlil dedicando terre e oggetti preziosi al suo tempio come offerte. Nippur era l'unica città-stato sumera che non costruì mai un palazzo; questo era destinato a simboleggiare l'importanza della città come centro del culto di Enlil dimostrando che Enlil stesso era il re della città. Anche durante il periodo babilonese, quando Marduk aveva soppiantato Enlil come dio supremo, i re babilonesi si recarono ancora nella città santa di Nippur per cercare il riconoscimento del loro diritto a governare.
Enlil divenne in primo luogo prominente durante il XXIV secolo a.C., quando l'importanza del dio An cominciò a calare. Durante questo periodo, Enlil e An sono spesso invocati insieme in iscrizioni. Enlil rimase il dio supremo in Mesopotamia in tutto il periodo amorreo, con monarchi amorrei che proclamavano Enlil come fonte della loro legittimità. L'importanza di Enlil cominciò a diminuire dopo che il re babilonese Hammurabi conquistò Sumer. I Babilonesi adorarono Enlil sotto il nome di "Elil" e gli Hurriti lo resero sincretizzato con il loro dio Kumarbi. In un rituale hurrita, Enlil e Apantu sono invocati come "padre e madre di Išḫara". Enlil è anche invocato insieme a Ninlil come membro dei "potenti e fermamente stabiliti".
Durante il periodo dei Kassiti (1592 - 1155 aC circa), Nippur riuscì brevemente a riguadagnare influenza nella regione e Enlil divenne di nuovo di primo piano. Dal 1300 aC in poi, Enlil fu sincretizzato con il dio nazionale assiro Aššur, che fu la divinità più importante nel pantheon assiro. Poi, nel 1230 a.C., gli Elamiti attaccarono Nippur e la città cadde in declino, portando con sé il culto di Enlil. Circa cento anni dopo, il ruolo di Enlil come capo del pantheon fu dato a Marduk, il dio nazionale dei Babilonesi.
"Enlil che siede sulla pedana bianca, sull'alta piattaforma, che perfeziona i decreti di potere, signoria e principato, gli dei della terra si inchinano per la paura davanti a lui, gli dei del cielo si umiliano davanti a lui ..." -inno sumero ad Enlil, tradotto da Samuel Noah Kramer

## Iconografia
Enlil non era rappresentato antropomorficamente nell'iconografia mesopotamica. Invece, era rappresentato da un copricapo con le corna, che consisteva in un massimo di sette coppie sovrapposte di corna di bue. Tali corone erano un importante simbolo di divinità: le divinità erano state mostrate indossandole fin dal terzo millennio a.C. Il cappuccio cornuto rimase coerente nella forma e nel significato fin dai primi giorni della preistoria sumera fino al tempo della conquista persiana e oltre.
I Sumeri avevano un sistema numerologico complesso, in cui si credeva che certi numeri possedessero un significato rituale speciale . All'interno di questo sistema, Enlil era associato al numero cinquanta, che era considerato sacro per lui. A differenza di altre divinità mesopotamiche, Enlil non fu mai identificato con nessun particolare pianeta [38] perché si credeva che lui, An ed Enki fossero le incarnazioni del cielo stesso. Enlil era, tuttavia, associato alla costellazione di Boötes.

## Mitologia
Enlil gioca un ruolo vitale nel mito della creazione sumera; separa An (cielo) da Ki (terra), rendendo così il mondo abitabile per gli umani. Nel mito del Diluvio sumerico, Enlil premia Zusudra con l'immortalità per essere sopravvissuto all'alluvione e, nel mito dell'alluvione babilonese, Enlil è lui stesso la causa dell'alluvione, avendo inviato l'alluvione a sterminare la razza umana, che ha fatto troppo rumore e ha impedito lui dal sonno. Il mito di Enlil e Ninlil riguarda la seduzione seriale di Enlil della dea Ninlil in varie forme, dando origine alla concezione del dio della luna Nanna e delle divinità del mondo sotterraneo Nergal, Ninazu ed Enbilulu.

### Mito delle origini
La principale fonte di informazioni sul mito della creazione sumerica è il prologo del poema epico Gilgamesh, Enkidu e gl'inferi, che descrive brevemente il processo di creazione: in origine, c'era solo Nammu, il mare primordiale. Quindi Nammu diede alla luce An, il cielo e Ki, la terra. An e Ki si sono accoppiati l'uno con l'altro, facendo sì che il Ki partorisse Enlil. Enlil separò An da Ki e portò via la terra come suo dominio, mentre An portò via il cielo. Enlil e Ninlil è un poema sumero di 152 righe quasi completo che descrive la relazione tra Enlil e la dea Ninlil. Primo, la madre di Ninlil, Nunbarshegunu, ordina a Ninlil di fare il bagno nel fiume. Ninlil va al fiume, dove Enlil la seduce e la impregna con il loro figlio, il dio della luna Nanna. Per questo motivo, Enlil è bandito a Kur, il mondo sommerso dei Sumeri. Ninlil segue Enlil negli inferi, dove impersona "l'uomo della porta". Ninlil chiede di sapere dov'è andato Enlil, ma Enlil, ancora impersonando il guardiano, rifiuta di rispondere. Quindi seduce Ninlil e la impregna con Nergal, il dio della morte. Lo stesso scenario si ripete, solo che questa volta Enlil impersona invece "l'uomo del fiume degli inferi, il fiume divoratore di uomini"; ancora una volta, seduce Ninlil e la impregna con il dio Ninazu. Infine, Enlil impersona "l'uomo della barca"; ancora una volta, seduce Ninlil e la impregna con Enbilulu, "l'ispettore dei canali".
La storia del corteggiamento di Enlil con Ninlil è principalmente un mito genealogico inventato per spiegare le origini del dio della luna Nanna, così come le varie divinità degli Inferi, [43] ma è anche, in una certa misura, una venuta- storia di età che descrive l'emersione di Enlil e Ninlil dall'adolescenza all'età adulta. La storia spiega anche il ruolo di Ninlil come consorte di Enlil; nel poema, Ninlil dichiara: "Come Enlil è il tuo maestro, così sono anche la tua padrona!" La storia è anche storicamente importante perché, se l'interpretazione attuale è corretta, è il più antico mito conosciuto in cui un dio cambia forma.

### Mito del diluvio
Nella versione sumera della storia del diluvio, le cause dell'inondazione non sono chiare perché la porzione della tavoletta che registra l'inizio della storia è stata distrutta. In qualche modo, un mortale conosciuto come Ziusudra riesce a sopravvivere al diluvio, probabilmente grazie all'aiuto del dio Enki. La tavoletta inizia nel bel mezzo della descrizione dell'alluvione. L'alluvione dura sette giorni e sette notti prima che scompaia. Quindi, emerge Utu, il dio del sole. Ziusudra apre una finestra sul lato della barca e cade prostrato davanti al dio. Poi sacrifica un bue e una pecora in onore di Utu. A questo punto, il testo si interrompe nuovamente. Quando riprende il controllo, Enlil e An sono nel bel mezzo di dichiarare Ziusudra immortale come un onore per essere riuscito a sopravvivere al diluvio. La parte rimanente della tavoletta dopo questo punto viene distrutta.
Nella versione accadica successiva del mito del diluvio, registrata nell'epopea di Gilgamesh, Enlil causa effettivamente l'inondazione, cercando di annientare ogni essere vivente sulla terra perché gli umani, che sono enormemente sovrappopolati, fanno troppo rumore e lo prevengono dal sonno. In questa versione della storia, l'eroe è Utnapishtim, che viene avvertito in anticipo da Ea, l'equivalente babilonese di Enki, che l'alluvione sta arrivando. L'alluvione dura sette giorni; quando finisce, Ishtar, che aveva pianto la distruzione dell'umanità, promette a Utnapishtim che Enlil non causerà mai più un'alluvione. Quando Enlil vede che Utnapishtim e la sua famiglia sono sopravvissuti, è indignato, ma suo figlio Ninurta parla a favore dell'umanità, sostenendo che, invece di causare alluvioni, Enlil dovrebbe semplicemente assicurare che gli umani non si sovrappongano mai riducendo il loro numero usando animali selvatici e carestie Enlil entra nella barca; Utnapishtim e sua moglie si inchinano davanti a lui. Enlil, ora placato, concede l'immortalità a Utnapishtim come ricompensa per la sua fedeltà agli dei.

### Dio capo e arbitro
Un poema di 108 righe quasi completo risalente al Periodo Dinastico Antico (circa 2900 - 2350 aC) descrive l'invenzione di Enlil del piccone, una chiave agricola, zappa, ascia o strumento di scavo dei Sumeri. Nel poema, Enlil evoca il piccone e decreta il suo destino. [68]Il piccone è descritto come gloriosamente bello; è fatto di oro puro e ha una testa scolpita in lapislazzuli. Enlil dà lo strumento agli umani, che lo usano per costruire città, soggiogano il loro popolo, e sollevano le erbacce. Si credeva che Enlil aiutasse la crescita delle piante.
Il poema sumerico Enlil sceglie il dio pastore(ETCSL 5.3.3) descrive come Enlil, sperando "di stabilire abbondanza e prosperità", creò rispettivamente due divinità Emesh ed Enten, un agricoltore e un pastore. I due dei discutono e Emesh rivendica la posizione di Enten. Portano la disputa di fronte a Enlil, che risolve a favore di Enten, i due dei si rallegrano e riconciliano.

### Miti di Ninurta
Nel poema sumerico Lugale (ETCSL 1.6.2), Enlil dà consigli a suo figlio, il dio Ninurta, consigliandogli una strategia per uccidere il demone Asag. Questo consiglio è trasmesso a Ninurta per mezzo di Sharur, la sua mazza parlante incantata, che era stata inviata da Ninurta nel regno degli dei per chiedere consiglio ad Enlil direttamente.
Nel Vecchio, nel Medio, e nel tardo mito Babilonese di Anzû e le Tavole del Destino, l'Anzû, un gigantesco uccello mostruoso, tradisce Enlil e ruba le Tavolette dei Destini, delle tavolette di argilla sacra appartenente a Enlil che gli conferisce la sua autorità, mentre Enlil si sta preparando per un bagno. I fiumi si prosciugano e gli dei vengono privati dei loro poteri. Gli dei mandano Adad, Gerra e Shara a sconfiggere l'Anzû, ma falliscono tutti. Infine, Ea propone che gli dei inviino Ninurta, il figlio di Enlil. Ninurta sconfigge con successo l'Anzû e restituisce la Tavolette dei Destini a suo padre. Come ricompensa, Ninurta riceve un posto di rilievo nel consiglio degli dei.